# 300: Vzestup říše
300: Vzestup říše je americký historicko-fantastický film. Film se odehrává z větší části na moři, kde řecký generál Themistokles usiluje o sjednocení Řecka a přitom se snaží zachránit Řecko před invazí perské armády vedené Xerxem a Artemisií. Film natočil režisér Noam Murro. Předlohou pro film byl komiks Franka Millera, Xerxés.
Ve filmu účinkují:Sullivan Stapleton, Eva Green, Lena Headey, Jack O'Connell, Rodrigo Santoro, Hans Matheson, David Wenham, Callan Mulvey, Andrew Tiernan, Mark Killeen, Ashraf Barhom, Luke Roberts, Yigal Naor, Wayne Dalglish, George Georgiou, Peter Ferdinando, Julian Stone, Andrei Claude, Gregor Truter, Peter Mensah.

## Děj
Příběh začíná vyprávěním spartské královny Gorgo o bitvě u Marathonu, která se odehrála deset let před aktuálním dějem filmu, kde byl perský král Dareios zabit athénským generálem Themistoklem. Dareiův syn Xerxés se rozhodne pomstít svého otce a vytáhne o deset let později znovu do Řecka. V té době mu pomáhá a radí Řekyně jménem Artemisia, které hoplité (řečtí vojáci) zabili rodinu a která se rozhodla se pomstít. Zatímco Xerxés velí armádě u Thermopyl, Artemisia velí loďstvu, se kterým se setkává Themistoklés.

První bitvu pošle své lodě, aby bouraly do perských lodí z boku, čímž perské lodě ničí. Ale zničené lodě ihned nahradí nové, protože jich Peršané mají nepřeberně mnoho. Druhý den (a tedy i za druhé bitvy) zavede Themistoklés Peršany do soutěsky, kde na ně čekají jeho spolubojovníci. Třetího dne vyšle Artemisia lodě, které do moře vypustí hořlavou látku, čímž zničí většinu Themistoklovy flotily.

Po bitvě se sejde Artemisia a Xerxés a Artemisia mu chce dokázat, že Themistokla porazí, a tak proti jeho zbývající flotile pošle všechny své lodě. Na poslední chvíli ale přijedou Sparťané a Řekové válku vyhrají.